# Campionati europei di canoa/kayak sprint 2025
I Campionati europei di canoa/kayak sprint 2024 sono stati la 35ª edizione della manifestazione continentale, organizzati dalla European Canoe Association. Si sono svolti presso il Veslařský kanál Račice di Račice, in Repubblica Ceca, dal 19 al 22 giugno 2025.

## Paretcipanti
Gli atleti della Bielorussia e della Russia hanno gareggiato sotto la sigla Atleti Individuali Neutrali (AIN) e la bandiera dell'European Canoe Association. Durante le premiazioni, in luogo degli inni nazionali russo e bielorusso, è stato eseguito l'inno alla gioia.

## Podi

### Uomini
| Evento    | Oro                                                                      | Tempo     | Argento                                                       | Tempo     | Bronzo                                                                 | Tempo     |
| Kayak     |                                                                          |           |                                                               |           |                                                                        |           |
| K1 200 m  | Strahinja Dragošavljević                                                 | 34.138    | Messias Baptista                                              | 34.174    | Carlos Arévalo López                                                   | 34.554    |
| K1 500 m  | Ádám Varga                                                               | 1:37.455  | Álex Graneri                                                  | 1:38.242  | Josef Dostál                                                           | 1:38.322  |
| K2 500 m  | Germania Jacob Schopf Max Lemke                                          | 1:27.107  | Rep. Ceca Jakub Špicar Daniel Havel                           | 1:27.340  | Italia Samuele Burgo Tommaso Freschi                                   | 1:27.430  |
| K4 500 m  | Portogallo Gustavo Goncalves João Ribeiro Messias Baptista Pedro Casinha | 1:19.319  | Rep. Ceca Michal Kulich Daniel Havel Jakub Špicar Radek Šlouf | 1:19.532  | Polonia Jakub Stepun Valerii Vichev Sławomir Witczak Jarosław Kajdanek | 1:19.642  |
| K1 1000 m | Fernando Pimenta                                                         | 3:25.096  | Martin Nathell                                                | 3:26.009  | Balint Kopasz                                                          | 3:26.019  |
| K1 5000 m | Fernando Pimenta                                                         | 21:14.874 | Ádám Varga                                                    | 21:15.984 | Mads Pedersen                                                          | 21:17.760 |
| Canoa     |                                                                          |           |                                                               |           |                                                                        |           |
| C1 200 m  | Pablo Grana                                                              | 38.291    | Oleksii Koliadych                                             | 38.338    | Andrii Rybachok                                                        | 38.544    |
| C1 500 m  | Martin Fuksa                                                             | 1:47.733  | Serghei Tarnovschi                                            | 1:49.280  | Cătălin Chirilă                                                        | 1:49.313  |
| C2 500 m  | Italia Gabriele Casadei Carlo Tacchini                                   | 1:36.058  | Spagna Daniel Grijalba Adrián Sieiro                          | 1:36.148  | Ungheria Kristóf Kollár István Juhász                                  | 1:36.978  |
| C1 1000 m | Catalin Chirila                                                          | 3:46.781  | Martin Fuksa                                                  | 3:46.838  | Serghei Tarnovschi                                                     | 3:49.128  |
| C1 5000 m | Serghei Tarnovschi                                                       | 23:29.537 | Wiktor Glazunow                                               | 23:30.538 | Carlo Tacchini                                                         | 23:38.796 |

### Donne
| Evento    | Oro                                                       | Tempo     | Argento                                                         | Tempo     | Bronzo                                                                        | Tempo     |
| Kayak     |                                                           |           |                                                                 |           |                                                                               |           |
| K1 200 m  | Anna Lucz                                                 | 39.715    | Anja Osterman                                                   | 39.905    | Milica Novakovic                                                              | 40.155    |
| K1 500 m  | Zsóka Csikós                                              | 1:47.902  | Anna Puławska                                                   | 1:48.636  | Milica Novaković                                                              | 1:49.939  |
| K2 500 m  | Polonia Martyna Klatt Anna Puławska                       | 1:37.273  | Germania Paulina Paszek Pauline Jagsch                          | 1:37.939  | Ungheria Blanka Kiss Anna Lucz                                                | 1:38.123  |
| K4 500 m  | Ungheria Sara Fojt Noémi Pupp Laura Ujfalvi Emese Kohalmi | 1:35.277  | Spagna Sara Ouzande Lucia Val Estefanía Fernández Bárbara Pardo | 1:35.737  | Germania Paulina Paszek Katharina Diederichs Pauline Jagsch Hannah Spielhagen | 1:36.164  |
| K1 1000 m | Zsóka Csikós                                              | 3:50.294  | Melina Andersson                                                | 3:54.321  | Laura Pedruelo                                                                | 3:55.841  |
| K1 5000 m | Zsóka Csikós                                              | 23:39.685 | Susanna Cicali                                                  | 23:40.471 | Melina Andersson                                                              | 23:41.126 |
| Canoa     |                                                           |           |                                                                 |           |                                                                               |           |
| C1 200 m  | Dorota Borowska                                           | 45.178    | Liudmyla Luzan                                                  | 45.658    | Viktoriia Yarchevska                                                          | 45.781    |
| C2 200 m  | Spagna Àngels Moreno Viktoriia Yarchevska                 | 42.242    | Ucraina Liudmyla Luzan Iryna Fedoriv                            | 42.309    | Ungheria Ágnes Kiss Bianka Nagy                                               | 42.856    |
| C1 500 m  | Liudmyla Luzan                                            | 2:06.807  | Réka Opavszky                                                   | 2:08.793  | Maria Corbera                                                                 | 2:11.004  |
| C2 500 m  | Spagna Àngels Moreno Viktoriia Yarchevska                 | 1:55.543  | Ucraina Liudmyla Luzan Iryna Fedoriv                            | 1:56.456  | Ungheria Ágnes Kiss Bianka Nagy                                               | 1:57.163  |
| C1 5000 m | Zsófia Csorba                                             | 26:55.664 | Maria Corbera                                                   | 26:58.526 | Daniela Cociu                                                                 | 27:11.617 |

### Gare miste
| Evento   | Oro                                                              | Tempo    | Argento                                                           | Tempo    | Bronzo                                                                  | Tempo    |
| Canoa    |                                                                  |          |                                                                   |          |                                                                         |          |
| C4 500 m | Spagna Àngels Moreno María Corbera Adrián Sieiro Daniel Grijalba | 1:36.255 | Ungheria Réka Opavszky Kristóf Kollár István Juhász Zsófia Csorba | 1:36.868 | Moldavia Serghei Tarnovschi Maria Olarasu Daniela Cociu Oleg Tarnovschi | 1:38.999 |

## Podi para-canoa

### Uomini
| Evento    | Oro                 | Tempo    | Argento         | Tempo    | Bronzo          | Tempo    |
| Kayak     |                     |          |                 |          |                 |          |
| KL1 200 m | Peter Kiss          | 44.306   | Rémy Boulle     | 48.966   | Robert Suba     | 50.233   |
| KL2 200 m | David Phillipson    | 41.516   | Christian Volpi | 42.339   | Mykola Syniuk   | 42.636   |
| KL3 200 m | Serhii Yemelianov   | 39.965   | Jonathan Young  | 41.022   | Juan Valle      | 41.249   |
| Va'a      |                     |          |                 |          |                 |          |
| VL1 200 m | Moritz Berthold     | 1:07.792 | Alessio Bedin   | 1:10.199 | Taylor Gough    | 1:11.016 |
| VL2 200 m | Norberto Mourão     | 54.235   | Edward Clifton  | 55.062   | Higinio Rivero  | 55.202   |
| VL3 200 m | Vladyslav Yepifanov | 46.783   | Stuart Wood     | 48.696   | Adrián Mosquera | 49.793   |

### Donne
| Evento    | Oro                | Tempo    | Argento            | Tempo         | Bronzo          | Tempo         |
| Kayak     |                    |          |                    |               |                 |               |
| KL1 200 m | Maryna Mazhula     | 55.954   | Non assegnato      | Non assegnato | Non assegnato   | Non assegnato |
| KL2 200 m | Charlotte Henshaw  | 48.218   | Katalin Varga      | 52.025        | Anja Adler      | 52.568        |
| KL3 200 m | Laura Sugar        | 46.014   | Nelia Barbosa      | 47.761        | Maria Jiménez   | 47.788        |
| Va'a      |                    |          |                    |               |                 |               |
| VL1 200 m | Chinette Lauridsen | 1:09.343 | Viktoryia Shablova | 1:13.413      | Lillemor Koeper | 1:25.768      |
| VL2 200 m | Veronica Biglia    | 1:06.730 | Inés Felipe        | 1:07.524      | Edina Müller    | 1:08.837      |
| VL3 200 m | Hope Gordon        | 54.221   | Charlotte Henshaw  | 55.491        | Elea Charvet    | 57.692        |

## Medagliere

### Canoa
| Posiz. | Nazione    | Oro | Argento | Bronzo | Totale |
| ------ | ---------- | --- | ------- | ------ | ------ |
| 1      | Ungheria   | 7   | 3       | 5      | 15     |
| 2      | Spagna     | 4   | 4       | 4      | 12     |
| 3      | Portogallo | 3   | 1       | 0      | 4      |
| 4      | Polonia    | 2   | 3       | 1      | 6      |
| 5      | Rep. Ceca  | 1   | 3       | 1      | 5      |
| 5      | Ucraina    | 1   | 3       | 1      | 5      |
| 7      | Moldavia   | 1   | 1       | 3      | 5      |
| 8      | Italia     | 1   | 1       | 2      | 4      |
| 9      | Germania   | 1   | 1       | 1      | 3      |
| 10     | Serbia     | 1   | 0       | 2      | 3      |
| 11     | Romania    | 1   | 0       | 1      | 2      |
| 12     | Svezia     | 0   | 2       | 1      | 3      |
| 13     | Slovenia   | 0   | 1       | 0      | 1      |
| 14     | Danimarca  | 0   | 0       | 1      | 1      |
| Totale | Totale     | 23  | 23      | 23     | 69     |

### Paracanoa
| Posiz. | Nazione     | Oro | Argento | Bronzo | Totale |
| ------ | ----------- | --- | ------- | ------ | ------ |
| 1      | Regno Unito | 4   | 4       | 1      | 9      |
| 2      | Germania    | 1   | 0       | 1      | 2      |
| 2      | Ucraina     | 1   | 0       | 1      | 2      |
| 4      | Georgia     | 1   | 0       | 0      | 1      |
| 4      | Portogallo  | 1   | 0       | 0      | 1      |
| 6      | Italia      | 0   | 2       | 0      | 2      |
| 7      | Francia     | 0   | 1       | 1      | 2      |
| 8      | Ungheria    | 0   | 1       | 0      | 1      |
| 9      | Spagna      | 0   | 0       | 4      | 4      |
| Totale | Totale      | 8   | 8       | 8      | 24     |